# Tridentella tangeroae
Tridentella tangeroae är en kräftdjursart som beskrevs av Bruce 1988B. Tridentella tangeroae ingår i släktet Tridentella och familjen Tridentellidae. Inga underarter finns listade i Catalogue of Life.